# 蓋基 (拉季維利夫區)
50°10′6″N 25°17′7″E / 50.16833°N 25.28528°E
蓋基（烏克蘭語：Гайки），是烏克蘭西北部的村莊，隸屬里夫內州的杜布諾區。該村始建於1565年，面積0.62平方公里，海拔高度214米，2001年該村落人口22。